# Plešivec (berg i Tjeckien, Liberec)
Plešivec är ett berg i Tjeckien.   Det ligger i regionen Liberec, i den norra delen av landet, 90 km norr om huvudstaden Prag. Toppen på Plešivec är 658 meter över havet, eller 132 meter över den omgivande terrängen. Bredden vid basen är 2,7 km.
Terrängen runt Plešivec är huvudsakligen kuperad, men norrut är den platt. Plešivec ligger uppe på en höjd som går i öst-västlig riktning. Runt Plešivec är det ganska tätbefolkat, med 86 invånare per kvadratkilometer. Närmaste större samhälle är Česká Lípa, 19,6 km sydväst om Plešivec. Omgivningarna runt Plešivec är en mosaik av jordbruksmark och naturlig växtlighet.